# La Tour d'Ope
La Tour d'Ope est un site archéologique situé à Saint-Jean-de-Verges, dans le département de l'Ariège, en Occitanie, sur la crête du massif du Plantaurel, premier contrefort des Pyrénées au sud de Toulouse et dominant la plaine. Le site rassemble un gisement du Paléolithique supérieur en grotte, un oppidum celtique puis gallo-romain, et une motte castrale du Moyen Âge. La période antique compte également plusieurs sites satellites situés aux alentours, en contrebas de l'oppidum. Le percement de la colline pour le nouveau tracé à 4 voies de la RN20 a légèrement empiété sur l'emprise du site à son extrémité ouest.

## Toponymie
La toponymie est controversée. La partie "La Tour..." du toponyme se rapporte à la tour carrée située à l'extrémité est du site. Quant au toponyme "Ope" (Opio en version occitane), certains le font dériver du mot oppidum, tandis que d'autres sont plus réservés à cet égard. Enfin, une étymologie basée sur Ops / Opis, déesse romaine de l'abondance a été parfois avancée.

## Physionomie générale du site
Le site de la Tour d'Ope, sur la hauteur de la crête, comprend plusieurs entités distinctes, qui correspondent à des périodes d'occupation différentes, bien que se superposant parfois :
- la grotte paléolithique dite Tuto de Camalhot (occitan) ou Tute de Camaillot (français), située sur le rebord sud de l'emprise générale du site, dans les escarpements de la falaise ;

- les fonds de quatre cabanes semi-excavées, situées elles aussi sur les escarpement de la falaise donnant vers le sud ;

- la partie sommitale, avec des substructions aux destinations diverses (militaires, agricoles), témoins d'époques elles aussi diverses. Ces substructions quadrilatérales, qui respectent des directions perpendiculaires, s'étalent les unes à la suite des autres le long de la crête, sur une longueur totale d'environ 500 m et une largeur d'environ 30 à 40 m.

### Alentours
À proximité du site principal situé sur les hauteurs, plusieurs sites secondaires sont dispersés en contrebas :
- dans le petit vallon situé au nord de l'oppidum, près d'une mare et d'une route, un fanum possiblement dédié à Bacchus ;
- dans la cluse à l'Ouest où se trouve le village actuel, un gisement important d'époque gallo-romaine, interprété comme un habitat d'assez grande importance ;
- dans la vallée au Sud-Ouest, à Saint-Agouly, des vestiges de temple possiblement dédié à Cybèle ;
- dans la vallée au Sud-Est, vers la ferme de Permilhac (disparue lors de la création d'une zone d'activité), un site ayant livré des objets d'époque romaine.

## Historique
- 1853-1855 : campagne de fouilles sur l'oppidum par Jean-François Rambaud (1784 - ??, conservateur de la bibliothèque de la ville de Foix et inspecteur des monuments historiques de l’Ariège) ;
- 1927-1934 : campagne de fouilles dans la grotte par Jean et Joseph Vézian ;
- 1961-1969 : campagne de fouilles par R. et Marie-Thérèse Maris sur la plupart des sites, sauf la grotte ;
- début XXIe siècle : découverte fortuite d'objets métalliques datant des XIe et début XIIe siècles sur l'oppidum (Nicolas Portet)[1].

## Chronologie de l'occupation des sites

### Paléolithique supérieur
L'occupation du site au Paléolithique se limite à la grotte Tuto de Camalhot. Le gisement a été fouillé de 1927 à 1934 par Jean et Joseph Vézian, et une publication exhaustive des résultats de ces travaux a été faite en 1966, avec de nombreuses figures (cf. bibliographie ci-dessous). Cette première occupation du site est représentée par des outils et ornements datés de l'Aurignacien (plus de 30 000 ans AP), et du Gravettien (plus de 22 000 ans AP). La couche aurignacienne a livré environ 4 000 pièces et fragments d'industrie lithique (outils et parures). Des restes d'industrie osseuse furent également trouvés, mais en nombre moins important, le climat de la grotte ne permettant pas une conservation idéale. La couche gravettienne, plus superficielle, a été significativement bouleversée par les travaux des blaireaux. Elle a livré des objets en moins grand nombre, signe d'une occupation plus brève.
Dès l'époque aurignacienne, l'analyse de l'outillage montre que des transports à longue distance avaient déjà lieu, certains minéraux provenant de la Montagne Noire ou du côté Atlantique 
,
.

### Âge du fer
Cette époque est représentée par deux fonds de cabane (A et C) sur le flanc sud, fouillés par Maris (cf. bibliographie). En descendant dans les couches successives du sol des cabanes, la datation des vestiges s'étage entre La Tène III et 50 av. J.-C.. Ont été découverts des monnaies datées de 120 à 50 av. J.-C., une clé en fer typiquement gauloise, une drachme d'argent gauloise ou massaliote, et divers objets et bijoux plus anciens de l'Âge du fer, remontant jusqu'au Ve siècle av. J.-C..

### Gaule romaine
Cette époque est représentée aussi bien sur l'oppidum principal que sur les emplacements satellites situés en contrebas.
Dans la partie sommitale du site subsistent de nombreuses substructions dont il n'est pas aisé de démêler la destination et l'époque précise. Les premiers auteurs au XIXe siècle voyaient là uniquement un oppidum romain, continuant peut-être un ouvrage militaire gaulois plus ancien. À la suite de l'inventaire et de la cartographie réalisé par Th. Maris dans les années 1960 (cf. bibliographie ci-dessous), il fut admis que ces substructions appartenaient à des époques diverses, et si la destination militaire de certaines d'entre elles ne faisait pas de doute (notamment les tours), d'autres semblaient plutôt être les vestiges d'enclos à destination agricole ou pastorale,. 
Les objets trouvés sur les divers sites pour cette époque consistent principalement en monnaies,, fragments d'amphores et tessons de céramiques.
Sur le site du vallon au Nord, un fragment de pied d'une statue et divers objets ont été exhumés, et sous les labours, les vestiges d'un fanum d'environ 9 m de longueur sur 8 m de largeur ont été trouvés. À la ferme de Saint-Agouly, un chapiteau et une base de colonne mis au jour en 1830 et 1932 font placer à Th. Maris en cet endroit un Temple à Cybèle,(voir en bas à gauche du plan ci-dessus)[Quoi ?]. De multiples restes de ce temple sont éparpillés dans la région, jusqu'à Carcassonne : huit bases de colonnes, huit chapiteaux et trois fragments de colonne. À Permilhac, ce sont des débris d'amphores qui ont été découverts. Pour la cluse occupée par l'actuel village, des travaux sur le canal du moulin ont mis au jour une monnaie frappée sous Constantin II (335 après J.C.) et surtout d'innombrables débris, tessons, os d'animaux, ainsi qu'un poids de tisserand, laissant supposer un habitat important,. La présence du fanum et de l'habitat font suspecter à Th. Maris l'existence en cet emplacement d'une route secondaire parallèle à la chaîne pyrénéenne, mais en l'absence d'éléments supplémentaires, cette question reste débattue.

### Moyen Âge
À la suite de la découverte d'objets métalliques médiévaux, une occupation médiévale militaire des lieux fut admise. Il est conjecturé que l'ouvrage portait alors le nom de castrum de Blanquefort.